# Animorphs
Animorphs – seria kilkudziesięciu książek fantastycznych napisanych przez K.A. Applegate. Książki zostały wydane przez amerykańskie wydawnictwo książek Scholastic. Na podstawie tych książek stworzono serial Animorphs. M.in w USA i Wielkiej Brytanii wydano 54 części serii oraz osiem dodatkowych książek (z czego cztery to seria "Megamorphs", a reszta to spis historii gatunków z planet). W Polsce z kolei wydawnictwo Egmont wydało 13 części.

## Fabuła
Książka opowiada o losach grupy przyjaciół, którzy jednocześnie są narratorami (każdy bohater ma swoją część). Podają tylko informację o tym, jak się nazywają i co robią, w obawie przed przeciwnikami, z którymi walczą.
Fabuła rozpoczyna się w momencie, kiedy nastolatkowie Jake, Rachel, Cassie, Tobias i Marco wracając z centrum handlowego skracają drogę przez opuszczony plac budowy. Tam na ich oczach ląduje statek kosmiczny, z którego wychodzi istota zwana Andalitą. Informuje on bohaterów o zagrożeniu dla Ziemi, jakim są inne kosmiczne stworzenia zwane Yeerkami. Yeerki atakują każdą planetę tworząc na niej same pustynie, a same wykorzystują inne organizmy żywe jako nosicieli – mogą sterować m.in. ludźmi od środka. Okazuje się też, że Yeerki już od dłuższego czasu są na Ziemi i zawładnęły już paroma ludźmi. Andalita sam jest za słaby by walczyć, ale pomaga głównym bohaterom dając im moc, którą posiadaliy głównie Andalici – moc zamiany w zwierzęta, zwaną morfowaniem.
Zaraz potem dzieci uciekają, a na Ziemię przybywa generał oddziału Yeerków do podbicia Ziemi, czyli Visser III (Visser Trzy, Visser Trzeci), który zabija Andalitę, a potem kontynuuje podbijanie planety. Dzieci z kolei dowiadują się o tym, że Yeerki mają kryjówkę, gdzie spotykają się, by zregenerować energię. Postanawiają zniszczyć Yeerki i ich kryjówkę na zawsze.

## Książki wydane w Polsce
Seria Animorphs
1. Inwazja
2. Przybysz
3. Spotkanie
4. Przesłanie
5. Drapieżnik
6. Pojmanie
7. Obcy
8. Nieznajomy
9. Tajemnica
10. Android
11. Pętla
12. Reakcja
13. Przemiana

kolejny, 14 tom pod tytułem "Nieznany" był w przygotowaniu, ale do jego wydania nie doszło.

## Oryginalne tytuły nie wydanych książek w Polsce (od tomu 15)
- 15. The Escape [Ucieczka]
- 16. The Warning [Ostrzeżenie]
- 17. The Underground [Podziemie]
- 18. The Decision [Decyzja]
- 19. The Departure [Odejście]
- 20. The Discovery [Odkrycie]
- 21. The Threat [Zagrożenie]
- 22. The Solution [Rozwiązanie]
- 23. The Pretender [Kandydat]
- 24. The Suspicion [Podejrzenie]
- 25. The Extreme [Ostateczność]
- 26. The Attack [Atak]
- 27. The Exposed [Odsłona]
- 28. The Experiment [Eksperyment]
- 29. The Sickness [Choroba]
- 30. The Reunion [Przylot]
- 31. The Conspiracy [Spisek]
- 32. The Separation [Podział]
- 33. The Illusion [Iluzja]
- 34. The Prophecy [Przepowiednia]
- 35. The Proposal [Projekt]
- 36. The Mutation [Mutacja]
- 37. The Weakness [Osłabienie]
- 38. The Arrival [Podróż]
- 39. The Hidden [Kryjówka]
- 40. The Other [Inny]
- 41. The Familiar [Rodzina]
- 42. The Journey [Podróż]
- 43. The Test [Test]
- 44. The Unexpected [Niespodzianka]
- 45. The Revelation [Objawienie]
- 46. The Deception [Oszustwo]
- 47. The Resistance [Odporność]
- 48. The Return [Powrót]
- 49. The Diversion [Dywersja]
- 50. The Ultimate [Ostateczny]
- 51. The Absolute [Bezwzględny]
- 52. The Sacrifice [Ofiara]
- 53. The Answer [Odpowiedź]
- 54. The Beginning [Początek]

Seria Megamorphs
- 1. The Andalite's Gift [Dar Andality] (Chronologicznie między tomem 7 a 8)
- 2. In the Time of Dinosaurs [W czasach Dinozaurów] (Chronologicznie między tomem 18 a 19)
- 3. Elfangor's Secret [Sekret Elfangora]
- 4. Back to Before [Powrót do początku]

Kroniki
- 1. The Andalite Chronicles [Kroniki Andalitów]
- 2. The Hork-Bajir Chronicles [Kroniki Hork-Bajirów]
- 3. Visser [Visser]
- 4. The Ellimist Chronicles [Kroniki Ellimistów]

Ogólnie powstały 54 książki podstawowej serii, 4 w serii Megamorphs (dziejące się pomiędzy częściami z głównej serii) i 4 kroniki będące opisami ras kosmitów wstępujących w powieści. Wszystkie powieści zostały napisane w latach 1996–2001.

## Postacie

### Główni bohaterowie
- Jake Berenson – jeden z głównych bohaterów. Jest nieoficjalnym liderem grupy, sam osobiście nie lubi nim być. Mimo to to on podejmuje wszystkie decyzje. Przez Axa nazywany jest z kolei "księciem Jakiem". Początkowo nie jest przekonany do sensu walki, ostatecznie zmienia zdanie, gdy dowiaduje się, że jego brat Tom jest kontrolerem. Zakochuje się z wzajemnością w Cassie.
- Rachel Berenson – kuzynka Jake'a. Jest wysoką, ładną blondynką, uprawia gimnastykę sportową. Posiada silną osobowość i zawsze pierwsza pali się do walki (Przez co Marco często nazywa ją "Xeną"). W przeciwieństwie do swojej przyjaciółki Cassie lubi się ładnie ubierać i zna się na modzie. Podkochuje się w Tobiasie. Ma dwie młodsze siostry – Jordan i Sarę. Jej rodzice są rozwiedzeni, jej matka jest prawnikiem a ojciec znanym dziennikarzem telewizyjnym i byłym gimnastykiem.
- Cassie – czarnoskóra dziewczyna, której rodzice są weterynarzami. Mieszka na farmie, za miastem gdzie wraz ze swoimi rodzicami opiekuje się chorymi zwierzętami w Klinice Dzikich Zwierząt urządzonej w dawnej stodole. Nie dba o to jak wygląda i nie zna się na modzie, zawsze chodzi ubrana w poplamionych, zbyt krótkich dżinsach i ubłoconych gumiakach. Jej najlepsza przyjaciółką jest Rachel. Zakochuje się z wzajemnością w Jake'u.
- Marco – chłopiec, z pochodzenia Latynos (po matce), lubiący często żartować. Mieszka sam z ojcem, ponieważ jego matka utopiła się w morzu. Okazuje się jednak potem, że matka Marca żyje, a jej ciało jest opanowane przez Vissera I – najwyższego rangą Yeerka, który rozpoczął inwazję na Ziemię. Marco długo nie był przekonany do walki z Yeerkami, w pewnym momencie chciał już zrezygnować, ale zmienił zdanie, gdy dowiedział się prawdy o matce. Jego najlepszym przyjacielem jest Jake.
- Tobias – osierocony chłopiec mieszkający z wujostwem, którzy według niego wcale się nim nie interesują. To on pierwszy się morfował, jednakże przez jego nieuwagę i nieodpowiedzialność staje się sokołem na zawsze, momentami tracąc ludzkie cechy. W tomie 13 zostaje mu przywrócona moc animorfi, ale już na zawsze pozostaje sokołem. Podkochuje się w Rachel.
- David – siódmy animorf, pojawia się w tomie 20, to on znajduje niebieska kostkę morfowania Elfangora na opuszczonej budowie. Ostatecznie dołącza do animorfów, dzięki Axowi (i kostce którą znalazł) pozyskuje moc animorfi. Zdradza skłonność do sadyzmu i łamania prawa, Jego rodzice zostali kontrolerami. Ojciec Davida jest agentem NSA i z tego powodu David często się przeprowadzał. Ostatecznie w tomie 21 David buntuje się przeciwko animorfom i przywódczej roli Jake'a, w tomie 22 zostaje złapany w pułapkę zastawioną przez animorphy i utknął na zawsze w ciele szczura. W tej postaci został wywieziony przez animorphy na bezludną wysepkę pełną szczurów, Jego dalsze losy nie są znane, prawdopodobnie wkrótce zginął zabity przez drapieżniki.
- Visser III – dowódca Yeerków, które mają podbić Ziemię. Jest jedynym Yeerkiem, który opanował ciało Andality – dzięki temu może zmieniać się w przeróżne stworzenia z kosmosu. To on zabił księcia Elfangora.
- Elfangor-Sirinial-Shamtul – Andalita, który podarował nastolatkom moc animorfi. Ląduje awaryjnie na opuszczonym placu budowy i w obliczu swojej rychłej śmierci i aby ochronić Ziemię przed opanowaniem jej przez Yeerki przekazuje dar morfowania Jake'owi, Marcowi, Cassie, Rachel i Tobiasowi. Niedługo potem ginie z rąk Vissera III.
- Aximili-Esgarrouth-Isthill – młodszy brat Elfangora. Jest aristem (kadetem dopiero uczącym się na wojownika). Razem ze swoim bratem księciem Elfangorem był na statku który przybył w pobliże Ziemi aby walczyć z Yeerkami. W wyniku uszkodzenia statku ląduje w morzu i wysyła telepatyczne prośby o pomoc do Andalitów a z nie do końca wiadomych powodów ten sygnał alarmowy odpierają Cassie i Tobias (w postaci wizji i snów). Po odnalezieniu go przez animorfy, przyłącza się do grupy nastolatków w walce z Yeerkami. Uznał Jake'a za swojego księcia (dowódcę).
- Visser I – Najwyższy rangą Yeerk. Ma ciało mamy Marca. Nie przepada za Visserem III. W "Pojmaniu" jego wojownicy uratowali Animorfy, żeby pogrążyć Vissera III w oczach Rady Trzynastu (najwyższego organu władzy Yeerków).
- Esplin 9466 – Yeerk, brat-bliźniak Vissera III z którym jest w konflikcie. Wygnany i odcięty od promieni Kandrony, znalazł sposób na przeżycie bez niej.

### Rasy
- Andalici – przypominają pół ludzi, pół jelenie z trzema pionowymi otworami zamiast ust. Porozumiewają się za pomocą tzw. myślomowy. Andalici mają błękitną skórę, a ich ogony przypominają te, które posiadają skorpiony.
  - Znani z imienia Andalici:

1. Elfangor-Sirinial-Shamtul – (zob. wyżej)
2. Aximili-Esgarrouth-Isthill – (zob. wyżej)
3. Kapitan Nerefir – dowódca statku na którym Elfangor i Ax przybyli w pobliże Ziemi. Zginął gdy jego statek został zniszczony przez Yeerki. Przez Axa nazywany "Starym Kopytem".
4. Książę Seerow – Andalita który popełnił błąd udostępniając Yeerkom nowoczesną technologię co umożliwiło im inwazje na inne planety. Od jego nazwiska powstał termin "Kodeks Seerowa" zabraniające udostępniania Andalickiej technologii obcym rasom. Za udostępnienie Yeerkom Andalickiej technologii został zesłany razem z rodziną na planetę Hork-Bajirów. Ginie wraz z synem Barafinem i żoną w czasie inwazji Yeerków na planete Hork-Bajirów.
5. Noorlin-Sirinial-Cooraf – ojciec Axa i księcia Elfangora
6. Forlay-Esgarrouth-Maheen – matka Axa i księcia Elfangora
7. Ithileran-Halas-Corain – Zastępca Szefa Łączności Planetarnej
8. Lirem-Arrepoth-Terrouss – Przewodniczący Rady, jeden z najważniejszych Andalitów, dawny podwładny księcia Seerowa. Doradzał Hork-Bajirom podczas inwazji Yeerków na ich planetę.
9. Alloran-Semitur-Corrass – Andalita którego ciało zostało opanowane przez Vissera III, dowodził obroną planety Hork-Bajirów przed inwazją Yeerków.
10. Samilin-Corrath-Gachara – kapitan Ascalina – statku kosmicznego Andalitów, dawny podwładny księcia Elfangora, zdradził swój gatunek współpracując z Yeerkami. Nie ma pewności czy był nosicielem Yeerka. Ginie w wybuchu statku.
11. Harelin-Frodlin-Sirinial – Oficer taktyczny, członek załogi Ascalina. Ginie w wybuchu statku.
12. Coaldwin-Ashul-Tahaylik – Lekarz, członek załogi Ascalina. Ginie w wybuchu statku.
13. Galuit-Enilon-Essgauroth – Dowódca sił zbrojnych, dowodzi obroną planety Leery przed inwazją Yeerków.
14. Escafil – twórca technologii morfowania,
15. Barafin – syn księcia Seerowa, ginie wraz z nim na planecie Hork-Bajirów zakatowaną przez Yeerki.
16. Aldrea-Iskillon-Fallan – córka księcia Seerowa, jedyna z Andalitów, która przeżywa atak Yeerków na planetę Hork-Bajirów. Przywódczyni ruchu oporu Hork-Bajirów przeciw inwazji Yeerków na ich planetę. Ostatecznie dobrowolnie decyduje się pozostać na zawsze w ciele Hork-Bajira. Zostaje żoną Hork-Bajira o imieniu Dak Hamee. Babcia Jara Hamee.
17. Sofor – nauczyciel Elfangora gdy ten był jeszcze aristem, pojawia się w "Kronice Adanality"
18. Arbron – rówieśnik Elfangora, również arist i uczeń Sofora, pojawia się w "Kronice Adanality". Razem z Elfangorem pod dowództwem księcia Allorana został wysłany na misję na planetę Taxonów. W czasie misji wpada w pułapkę morfowowania i na zawsze pozostaje w ciele Taxona.
19. Jahar – żona Allorana, jej imieniem Alloran nazwał swój statek w "Kronice Adanality".
20. Feyorn
21. Nescord
22. Breeyar
23. Seerian

- Yeerki – małe szare stworzenia, przypominające ślimaki bez muszli, chcące podbić cały Wszechświat. Potrafią zapanować nad umysłem (wpełzając do mózgu), a w wyniku tego nad całym organizmem.
  - Znane z imienia Yeerki:

1. Visser III (wcześniej Esplin 9466[1], PodVisser 17[1], Podvisser 12[1], Podvisser 7[2], Visser XXXII[2])– (zob. wyżej)
2. Iniss 226 – jego nosicielem jest wicedyrektor Chapman
3. Iniss 174 – jego śmierć pokazał Visser III Chapmanowi w celu zastraszenia go.
4. Iniss 455 – brat Inissa 226, jego nosicielem miała być Melissa Chapman, córka wicedyrektora. Ostatecznie do tego nie doszło.
5. Visser I – (zob. wyżej)
6. Temrash 114 (wcześniej Temrash 252) – Yeerk którego nosicielem był Tom brat Jake'a a potem sam Jake, zginął odcięty przez 3 dni od dostępu do promieni Kandrony.
7. Eslin 359 – Yeerk który zaskakuje Axa podczas jego rozmowy z ojcem i innymi Andalitami. Eslin 359 nienawidzi Vissera III, gdyż skazał na śmierć jego ukochaną – Yeerka o imieniu Derane 344
8. Derane 344 – ukochana Eslina 359, zmarła z powodu brak dostępu do promieni Kandrona. Tylko wspomniana przez Eslina 359 w tomie 8
9. Korin 457 – Yeerk którego nosicielem był dziki koń, umiera od ukąszenia węża. Pojawia się w tomie 14. Jego dziwne zachowanie zwraca uwagę Rachel i Czasie.
10. Jillay 926 – Yeerk którego nosicielem był dziki koń. Umiera zabity przez Vissera III za niewykonanie w pełni powierzonej misji. Pojawia się w tomie 14.
11. Esplin 9466 – (zob. wyżej)
12. Visser IV – dowódca inwazji na planetę Leerę, pozostaje w dobrych stosunkach z Visserem III.
13. Aftran 942 – najpierw jego nosicielką była dziewczynka o imieniu Karen, potem (na krótko) Cassie, w przeciwieństwie do innych Yeerków brzydzi się wojną i walką. Chciał tylko móc widzieć (w swej naturalnej formie Yeerki są ślepe). Ostatecznie zawarła układ z Cassie, zgodził się opuścić ciało Karen i już na zawsze zamieszkać w basenie Yeerków.
14. PodVisser 19 – dowódca oddziału Aftrana 942
15. Estril 731 – brat Aftrana 942, kontroler Hork-Bajira, którego zabiła Cassie
16. Jahen 747 – jego imię wymienia Aftran 942, jeden z Yeerków szukających Karen.
17. Akdor 1154 – kontroler Gedda, przywódcza powstania przeciw Adanalitom
18. Janath 429 – kontroler Gedda, określany przez Vissera III jako bardzo stary i mądry Yeerk
19. Carger 7901 – zginął w walce na planecie Hork-Bajirów
20. Alahar 7865 –
21. PodVisser 13 – zginął w walce na planecie Hork-Bajirów
22. PodVisser 14 – awansowany na PodVissera 9 w "Kronice Adanality"
23. PodVisser 15 – stracony za rchórzostwo i niekompetencję
24. PodVisser 16 – awansowany na PodVissera 11 w "Kronice Adanality"

- Hork-Bajirowie – Zostali stworzeni przez wysoko rozwiniętą rasę Arnów po to by opiekowali się drzewami które wytwarzały tlen i niwelowały dwutlenek węgla. Są gatunkiem, nad którym zapanowały Yeerki. Mierzą ok. 2 metry, z ich nadgarstków, łokci i kolan wystają długie ostrza. Z natury są to stworzenia łagodne (są roślinożerne i żywią się korą z drzew), jednak opanowane przez Yeerki stały się maszynami do zabijania. Marco określił je, jako szatkownice do kapusty. W tomie 13 Animorfy ratują parę Hork-Bajirów o imieniu Jara Hamee i Ket Halpak, którzy są jedynymi wolnymi Hork Bajirami w kosmosie. Posługują się prostym językiem złożonym z ok. 500 słów.
  - Znane z imienia Hork-Bajiry:

1. Jara Hamee – mąż Ket Halpak, wnuk wieszcza Daka Hamee i adanalitki Aldrei, Hork-Bajir uratowany przez animorfy
2. Ket Halpak – żona Jara Hamee, Hork-Bajir uratowany przez animorfy
3. Dak Hamee – dziadek Jara Hamee, mąż Adanalitki Aldrei w przeciwieństwie do innych Hork-Bajirów był bardzo inteligentny, uchodził więc za "wieszcza". Arnowie twierdzili że inteligencja Daka Hamee (i innych wieszczów) to rzadko zdarzający się błąd genetyczny, którego nie udało się im wyeliminować.
4. Gah Fillat – Hork-Bajirka której DNA pobrała Aldrea; żona Jagil Hullana.
5. Mab Kahet
6. Ponto Fallah
7. Tila Fashat
8. Jagil Hullan – przyjaciel Daka Hamee, ożenił się z Gah Fillat
9. Fet Mashar
10. Gal Lash
11. Delf Hajool
12. Had Kalpak
13. Seerow Hamee – syn Aldrei i Daka Hamee, ojciec Jara Hamee, nazwany na cześć księcia Seerowa
14. Toby Hamee – córka Ket Halpak i Jara Hamee, podobnie jak jej pradziadek Dak Hamee jest wieszczką czyli inteligentnym Hork-Bajirem.
15. Bek Hamee – syn Ket Halpak i Jara Hamee, samowolnie opuścił dolinę Hork-Bajirów przez co trafił w ręce kłusowników, uratowany przez animorfy w tomie 23.
16. Fal Tagut – pojawia się w tomie 23. Dorosły Hork-Bajir, uwolniony z pod kontroli Yeerka.

- Taxonowie[3] – sprzymierzeńcy Yeerków, z własnej woli stali się kontrolerami. Wyglądają jak ogromne stonogi. Mierzą ok. 6 metrów (z czego 1/3 mogą postawić "do pionu") oraz są tak grube, że gdyby ktoś miał ochotę je objąć, nie dałby rady. Są kanibalami.
- Geddowie – Istoty które wyglądem przypominają małpoludy, są bardzo prymitywni. Słabo widzą i są niezdarni. Byli pierwszą rasą, którą zniewoliły Yeerki. Po raz pierwszy pojawiają się w 5 tomie, ale ich nazwę poznajemy dopiero w kolejnym, 6 tomie powieści.
- Elimist – wszechmocna istota lub istoty, które mogą wpływać na czas i przestrzeń, z zasady jednak nie wpływają na bieg wydarzeń. Kilka razy jednak Elimist pomagał animorfom, m.in. przywrócił Tobiasowi możliwość morfowania. Natomiast księciu Elfangorowi przywrócił postać Andality. Elimsitowie nie posiadają ciał, wyglądają tak jak chcą. Jeśli przyjmują cielesną formę, to na ogół taką, jaką mają ich rozmówcy.
- Veleek – w języku Yeerków oznacza to "zwierzę", stwór pojawia się jedynie w książce "Megamorphs 1 – The Adanalite's Gift" która chronologicznie dzieje się pomiędzy tomem 7 a 8. Veleek wygląda jak chmura pyłu, ale jest złożony z wielu małych latających owadów. Został odkryty przez Yeerki na Saturnie, Potrafi wyczuwać energię morfowania. Yeerki zawładnęły nim przez mutacje genetyczną. Został zabity przez wrzucenie do oceanu, gdyż nie znosił wody.
- Chee – roboty (androidy) zbudowanie przez pradawną rasę Pemalitów, z wyglądu przypominającą psy na dwóch nogach i zostali zbudowani na podobieństwo swoich stwórców. Po wymarciu Pemalitów osiedli się na Ziemi, a ze względu na podobieństwo, szczególnie ukochali psy. Są tak zaprogramowane, że nigdy nie zabijają. Ukrywają się za pomocą hologramów i udają normalnych ludzi. Walczą z Yeerkami, jeden z Chee o imieniu Erek King jest znajomym Marca, udaje kontrolera i pomaga animorfom w walce z Yeerkami, dostarczając im informacje.
- Wyjce (Także Howlerzy) – Istoty które zaatakowały planetę Pemalitów, Większość jej mieszkańców unicestwiając, pozostała przy życiu garstka Pemalitów wraz z androidami Chee uciekła na statku kosmicznym na Ziemię. Niestety pozostali przy życiu Pemalici zostali zarażeni (prawdopodobnie przez wyjce) chorobą która spowodowała wymarcie wszystkich Pemalitów. Jedynym celem Wyjców jest sianie zniszczenia i zagłady. W tym celu zostały stworzone przez Crayaka.
- Leeranie – Rasa wodnych istot, Przypominają gigantyczne żółte żaby z czterema mackami. Potrafią jednak mówić. Leeranie posiadają zdolność telepatii (czytania w myślach) z tego powodu Yeerki nie mogły ich podbić. Yeerki aby ułatwić sobie inwazję próbowały wykorzystać do tego celu Rekiny młoty w czym przeszkodziły im Animorfy. Bardzo niewielu Leeran zostało kontrolerami.
- Hawjabranowie – rasa której nazwę wymienia Ax podczas oglądania w filmu w kinie w tomie 8. Ich budowa mózgów uniemożliwiła zniewolenie przez Yeerki. Yeerki kradły i używały jednak ich technologię. Nie występują w powieści, są jedynie kilkukrotnie wspominani.
- Onagichowie – rasa której nazwę wymienia Ax podczas oglądania w filmu w kinie w tomie 8. Według Axa wyglądają jak Klingoni ze "Star Treka". Rasa która dawno temu porzuciła swoją macierzystą planetę i zostali podróżnikami w kosmosie przez co byli trudnym celem dla Yeerków, dlatego niewielu Onagichów zostało kontrolerami. Yeerki kradły i używały jednak ich technologię. Nie występują w powieści, są jedynie kilkukrotnie wspominani.
- Neskowie – rasa istot, będąca w rzeczywistości małymi owadami podobnymi do mrówek, W większy organizm łączyły się tylko by walczyć i sterować statkami. Kradli technologie innym rasom, wrogowie Mercorian. Mieszkali na ziemi w czasach dinozaurów. Wypędzeni z Ziemi przez Animorfy. Pojawiają się tylko w tomie "Megamorphs 2 – In the Time of Dinosaurs".
- Korlahowie – jedna z ras wymieniona przez Ax-a w tomie "Megamorphs 2 – In the Time of Dinosaurs" jako znaną Adanalitom. Nie występują w powieści. Są tylko wspomniani.
- Mercorianie – Istoty przypominające kraby, mieli 7 niesymetrycznych nóg (4 duże i 3 małe), posiadali wiele par oczu. Osiedli na ziemi gdy ich rodzima planeta została zniszczona przez czarną dziurę. Sprowadzili na ziemię brokuły. Wyginęli razem z dinozaurami 65 milionów lat temu na skutek uderzenia o Ziemię komety. Na co pozwoliły animorfy. Pojawiają się tylko w tomie "Megamorphs 2 – In the Time of Dinosaurs".
- Arnowie – pierwotni mieszkańcy planety Hork-Bajirów. Stwórcy rasy Hork-Bajirów. Prawdopodobnie zupełnie unicestwieni przez Yeerki.
- Skirit Na – rasa którą próbowały zniewolić Yeerki. Ostatecznie Yeerki korzystały głównie z ich technologii.
- Nahara – druga rasa zniewolona przez Yeerki, nie występuje w powieści, wspomina ją Ax w tomie 8.
- Ssstramowie – rasa podbita przez Yeerki, nie występuje w powieści, wymieniona przez umierającego Yeerka w głowie Jake'a w tomie 6.
- Makowie – rasa podbita przez Yeerki, nie występuje w powieści, wymieniona przez umierającego Yeerka w głowie Jake'a w tomie 6.
- Helmakronianie – agresywna rasa o bardzo niewielkim wzroście (mierzą ok. 16 cali). Mimo to mają wysokie mniemanie o sobie i marzą o podboju świata. Wśród helmakronian dominują żeńskie osobniki, które są agresywniejsze niż mężczyźni. Pojawiają się w tomie 24 próbując podbić Ziemię. Nienawidzą innych ras, w tym Yeerków i Ziemian.
- Crayak – Istotna (lub istoty) równie potężna lub nawet potężniejsza od Elimista. Wygląda jak wielkie, przekrwione pojedyncze oko. Jest w stanie wojny z Elimistem. Jego celem jest zniszczenie wszelkiego życia w kosmosie. To on stworzył Yeerki. Jake po raz pierwszy widzi go już w tomie 6 jako ostatnie ze wspomnień umierającego w jego głowie Yeerka, ale jego nazwę Animorfy poznają dopiero w tomie 26.
- Mortroni – rasa którą chciały podbić Yeerki, ich mózgi był jednak zbyt małe aby zmieścił się w ich Yeerk. Ich planeta została zniszczona przez wybuch supernowej. Dwóch ostatnich przedstawicieli zabrał Visser III jako swoje "zwierzątka" i nadał im imiona "Jarex" oraz "Larex". Miały ok. 1 metra wzrostu. Kolor ich skóry był ciemny, ale głowy i ramiona były czerwone. Głowy Mortronów były podłużne i podobne do igły. Zamiast nóg posiadali nogi. Ich istotną cechą było to, że po przecięciu na pół potrafiły się zregenerować i dzięki temu było ich dwa razy więcej. Ostatecznie ostatnich przedstawicieli tej rasy zabili (poprzez uduszenie) Elfangor i Loren w "Kronice Adanality"
- Venbery – Zamieszkiwali planetę oddaloną o kilkaset lat świetlnych od Ziemi. A także wg Axa planetę Adanalitów. Wyginęli jednak tysiące lat wcześniej. Przystosowali się do życia w skrajnie niskich temperaturach sięgających -200 stopni Celsjusza. Mieli ponad 3 metry wzrostu. Ich głowy przypominały głowy rekinów młotów. Miały cztery ręce (po dwie wyrastające z każdego ramienia). Ich skóra miała srebrny kolor z odcieniem krwistej czerwieni i ciemnoniebieskiego wzdłuż ramion. Ich stopy były długie jak narty. Zostali wytępieni przez bliżej nieznane istoty nazywającee siebie "The Five" (Pięciu). Yeerki nie mogłyby przejąć ciał Venberów, gdyż zamarzliby w ich mózgach. Yeerki połączyły jednak DNA Venberów z DNA człowieka. Tworząc w ten sposób hybrydę którą mogli kontrolować. Zabójcza dla nich jest dodatnia temperatura. Pojawiają się w tomie 25.

## Morfowanie
Jedną z najważniejszych kwestii książek jest moc głównych bohaterów podarowana przez Adanalitę Elfangora – morfowanie. Morfowanie jest mianowicie możliwością zamiany w zwierzę. Moc tę posiadają Adanalici, a jednymi nie-adanalitami którzy posiadają moc animorfi są Jake,Cassie,Rachel,Marco i Tobias oraz Visser III który opanował ciało Adanality. Posiada jednak ona różne ograniczenia które bohaterowie poznają podczas kolejnych przygód. Te występujące w pierwszych 13 tomach to:
1. Należy najpierw pobrać DNA zwierzęcia poprzez dotknięcie go i skoncentrowaniu się na stworzeniu, z którego pobieramy DNA. W czasie pobierania DNA zwierzę wpada w trans na ok. 10 sekund (zdarzają się jednak wyjątki)
2. Aby zmienić się w dane zwierzę trzeba się nad nim skupić i chcieć transformacji.
3. Po zmorfowaniu oprócz ludzkiego umysłu pojawia się też umysł zwierzęcia w które się zmorfowano, na początku trzeba więc opanować ten drugi umysł, co czasem nie jest łatwe.
4. Nie można morfować się bezpośrednio z jednego zwierzęcia w drugie, trzeba wrócić do swojej normalnej postaci i dopiero wtedy morfować ponownie (wyjątkiem byli: Rachel, u której niekontrolowane morfowanie się bezpośrednio w kolejne zwierzęta było wynikiem alergii na krokodyle; i częściowo Tobias od Tomu 13).
5. Nie można pobrać DNA od kogoś innego, kto jest zmorfowany.
6. DNA można pobrać tylko od żywego zwierzęcia, od martwego nie można pobrać.
7. Jeżeli ma się alergię na dane zwierzę (tak jak np. Rachel na krokodyle) to powoduje to złe samopoczucie (m.in. nudności) oraz wywołuje niekontrowane morfowanie się pod wpływem silnych emocji. Alergia na morf ustępuje po czasie samoistnie, jest to tzw. wydalenie DNA (hereth illint) – nieprzyjemny stan, który powoduje wydobycie się z ciała animorfa zwierzęcia powstałego z DNA, które zostało wydalone.
8. Podczas przebywania w morfie można porozumiewać się za pomocą tzw. myślomowy, która ma pewne ograniczenia przestrzenne. Zakłócają ją też pewne materiały, np. stal.
9. Jeżeli będąc w morfie doznamy obrażeń, po powrocie do swojej postaci nic nam nie jest, bo nie można uszkodzić DNA. Dotyczy to także obrażeń swojego własnego ciała, jeżeli jesteśmy ranni, to morfując w jakieś zwierzę i wracając z powrotem do swojego ciała nie mamy już obrażeń jakie mieliśmy na początku, wyjątkiem od tej reguły był Tobias, gdy odzyskał moc morfowania.
10. Jeżeli morfujemy się w stworzenie mniejsze od siebie, wtedy nadmiar materii jest umieszczany w tzw. zero-przestrzeni (anty-przestrzeni). Jeśli w większe – dodatkowa materia jest stamtąd pobierana.
11. Można się morfować tylko w ciasnych ubraniach, dokładnie przylegających do ciała (spodenki kolarskie, strój gimnastyczny itd.), wtedy animorfy morfują się razem z ubraniem, luźne ubrania opadają z ciała (albo ulegają rozerwaniu) podczas morfowania. Nie można też zmorfowac butów.
12. Najważniejsza zasada, o której nie wolno zapominać. W formie zwierzęcia wolno być tylko dwie godziny. Jeżeli się jest w formie np. konia ponad dwie godziny, to nie można już odwrócić morfowania i zostaje się koniem na zawsze. Ten czas przekroczył Tobias, przez co został on już na zawsze sokołem. W języku Adanalitów takie osoby określano mianem Nothlita. Istnieją od tej zasady nielicznie wyjątki – jednym jest ponownie przywrócenie mocy morfowania przez wszechmocną istotę – Elimista (czego doświadczył Tobias w tomie 13, oraz Elfangor w "Kronice Adanality"), a drugim przypadek, gdy utknie się w ciele gąsienicy – po przepoczwarzeniu się w motyla dochodzi do czegoś w rodzaju naturalnego morfowania, więc następuje skasowanie efektu przekroczenia limitu czasu, i ponownie można morfować i wrócić do swojego ciała (czego doświadczyła Cassie w tomie 19). Nothilami już na zawsze zostali też David w tomie 22, Aldrea w "Kronice Hork-Bajirów" oraz Arbron w "Kronice Adanality".
13. Niektórzy mają szczególny talent do morfowania, Potrafią morfować się w sposób niemal artystyczny. Wśród Animorfów taką osobą jest Cassie, która morfuje lepiej (i szybciej) od wszystkich, nawet od Axa. W języku Andalitów takie osoby nazywa się Estrinami. Bycie Estrinem można wytrenować albo być nim w sposób naturalny, tak jak Cassie.

## Morfy nabyte przez Animorfy
| Książka (tytuł)                                              | Jake                                                         | Cassie                                                      | Marco                                               | Rachel                                                      | Tobias                                                              | Ax                                                             | David                                                                                  |
| ------------------------------------------------------------ | ------------------------------------------------------------ | ----------------------------------------------------------- | --------------------------------------------------- | ----------------------------------------------------------- | ------------------------------------------------------------------- | -------------------------------------------------------------- | -------------------------------------------------------------------------------------- |
| 1. Inwazja                                                   | - 1. Pies (Homer) - 2. Anolis zielony - 3. Tygrys syberyjski | - 1. Koń domowy                                             | - 1. Goryl (Duży Jim)                               | - 1. Słoń afrykański                                        | - 1. Kot (Mruczek) - 2. Myszołów rdzawosterny                       | Nie występuje                                                  | Nie występuje                                                                          |
| 2. Przybysz                                                  | - 4. Sokół wędrowny - 5. Pchła                               | - 2. Rybołów zwyczajny - 3. Pchła                           | - 2. Rybołów zwyczajny - 3. Pchła                   | - 2. Orzeł bielik - 3. Ryjówka - 4. Kot (Puszek Kicikoci)   | Brak                                                                | Nie występuje                                                  | Nie występuje                                                                          |
| 3. Spotkanie                                                 | - 6. Wilk - 7. Pstrąg                                        | - 4. Wilk - 5. Pstrąg                                       | - 4. Wilk - 5. Pstrąg                               | - 5. Wilk - 6. Pstrąg                                       | Brak                                                                | Nie występuje                                                  | Nie występuje                                                                          |
| 4. Przesłanie                                                | - 8. Delfin - 9. Mewa                                        | - 6. Wiewiórka (Magilla) - 7. Mewa - 8. Delfin (Monika)     | - 6. Delfin - 7. Mewa                               | - 7. Delfin - 8. Mewa                                       | Brak                                                                | - 1. Żarłacz tygrysi - 2. Człowiek (Jake+Rachel+ Cassie+Marco) | Nie występuje                                                                          |
| 5. Drapieżnik                                                | - 10. Homar - 11. Mrówka                                     | - 9. Mrówka                                                 | - 8. Homar - 9. Mrówka                              | - 9. Mrówka                                                 | Brak                                                                | - 3. Błotniak zbożowy - 4. Homar - 5. Mrówka                   | Nie występuje                                                                          |
| 6. Pojmanie                                                  | - 12. Karaluch - 13. Mucha domowa                            | - 10. Karaluch - 11. Mucha domowa - 12. Puchacz wirginijski | - 10. Karaluch - 11. Mucha domowa                   | - 10. Karaluch - 11. Mucha domowa - 12. Puchacz wirginijski | Brak                                                                | - 6. Karaluch - 7. Mucha domowa - 8. Człowiek (Jake)           | Nie występuje                                                                          |
| 7. Obcy                                                      | Brak                                                         | Brak                                                        | Brak                                                | - 13. Niedźwiedź grizli                                     | Brak                                                                | Brak                                                           | Nie występuje                                                                          |
| Megamorphs 1 The Andalite's Gift (Dar Adanality)             | (7 rozdziałów) Brak                                          | (7 rozdziałów) - 13. Humbak                                 | (9 rozdziałów) - 12. Mysz                           | (13 rozdziałów) Brak                                        | (3 rozdziały) Brak                                                  | (5 rozdziałów) - 9. Mysz - 10. Pchła                           | Nie występuje                                                                          |
| 8. Nieznajomy                                                | Brak                                                         | Brak                                                        | Brak                                                | Brak                                                        | Brak                                                                | - 11. Grzechotnik                                              | Nie występuje                                                                          |
| 9. Tajemnica                                                 | - 14. Termit - 15. Skunks - 16. Puchacz wirginijski          | - 14. Szczur (Courtney) - 15. Termit - 16. Skunks           | - 13. Termit - 14. Skunks - 15. Puchacz wirginijski | - 14. Szczur (Courtney) - 15. Termit - 16. Skunks           | Brak                                                                | - 12. Termit - 13. Skunks - 14. Puchacz wirginijski            | Nie występuje                                                                          |
| 10. Android                                                  | - 17. Nietoperz                                              | - 17. Pająk - 18. Nietoperz                                 | - 16. Pies - 17. Pająk - 18. Nietoperz              | - 17. Nietoperz                                             | Brak                                                                | - 15. Pająk - 16. Nietoperz                                    | Nie występuje                                                                          |
| 11. Pętla                                                    | - 18. Czepiak - 19. Jaguar                                   | - 19. Czepiak - 20. Jaguar                                  | - 19. Czepiak - 20. Jaguar                          | - 18. Czepiak - 19. Jaguar                                  | Brak                                                                | - 17. Czepiak - 18. Jaguar                                     | Nie występuje                                                                          |
| 12. Reakcja                                                  | Brak                                                         | - 19. Człowiek (Rachel)                                     | - 19. Lama                                          | - 18. Krokodyl                                              | Brak                                                                | Brak                                                           | Nie występuje                                                                          |
| 13. Przemiana                                                | Brak                                                         | Brak                                                        | Brak                                                | - 18. Hork-Bajir (Jara Hami)                                | - 3. Szop pracz - 4. Hork-Bajir (Ket Halpak) - 5. Człowiek (Tobias) | Brak                                                           | Nie występuje                                                                          |
| 14. Nieznany                                                 | - 18. Koń wyścigowy                                          | - 20. Koń wyścigowy (Minneapolis Max)                       | - 20. Koń wyścigowy                                 | - 19. Koń wyścigowy                                         | - 6. Koń wyścigowy                                                  | - 17. Koń wyścigowy                                            | Nie występuje                                                                          |
| 15. The Escape (Ucieczka)                                    | - 19. Papuga - 20. Rekin młot                                | - 21. Papuga - 22. Rekin młot                               | - 21. Papuga - 22. Rekin młot                       | - 20. Papuga - 21. Rekin młot                               | - 7. Delfin - 8. Rekin młot                                         | - 18. Mewa - 19. Rekin młot                                    | Nie występuje                                                                          |
| 16. The Warning (Ostrzeżenie)                                | - 21. Nosorożec                                              | Brak                                                        | Brak                                                | Brak                                                        | - 9. Mucha domowa                                                   | Brak                                                           | Nie występuje                                                                          |
| 17. The Underground (Podziemie)                              | - 22. Kret                                                   | - 23. Kret                                                  | - 23. Kret                                          | - 22. Kret                                                  | - 10. Kret - 11. Nietoperz                                          | - 20. Kret                                                     | Nie występuje                                                                          |
| 18. The Decision (Decyzja)                                   | - 23. Komar - 24. Leeran                                     | - 24. Komar - 25. Leeran                                    | - 24. Komar - 25. Leeran                            | - 23. Komar                                                 | - 12. Komar                                                         | - 21. Komar - 22. Leeran                                       | Nie występuje                                                                          |
| Megamorphs 2 In the Time of Dinosaurs (W czasach Dinozaurów) | (7 rozdziałów) - 25. Tyranozaur Rex                          | (7 rozdziałów) - 26. Tyranozaur Rex                         | (5 rozdziałów) - 26. Tyranozaur Rex                 | (6 rozdziałów) - 24. Deinonychus antirrhopus                | (7 rozdziałów) - 13. Deinonychus antirrhopus                        | (4 rozdziały) - 23. Delfin - 24. Tyranozaur Rex                | Nie występuje                                                                          |
| 19. The Departure (Odejście)                                 | Brak                                                         | - 26. Motyl (Gąsienica)                                     | Brak                                                | Brak                                                        | Brak                                                                | Brak                                                           | Nie występuje                                                                          |
| 20. The Discovery (Odkrycie)                                 | Brak                                                         | Brak                                                        | - 26. Kobra                                         | Brak                                                        | Brak                                                                | Brak                                                           | - 1. Orzeł przedni - 2. Karaluch - 3. Lew,                                             |
| 21. The Threat (Zagrożenie)                                  | - 25. Ważka - 26. Człowiek (Nieznany kontroler)              | Brak                                                        | Brak                                                | - 24. Pchła                                                 | - 13. Mewa - 14. Pchła                                              | - 24. Człowiek (Nieznany kontroler)                            | - 4. Mewa - 5. Pchła - 6. Człowiek (Nieznany kontroler)                                |
| 22.The Solution (Rozwiązanie)                                | Brak                                                         | - 27. Słoń afrykański                                       | - 27. Nosorożec                                     | Brak                                                        | - 15. Słoń afrykański                                               | - 25. Słoń afrykański                                          | - 7. Człowiek (Marco) - 8. Orka - 9. Człowiek (Saddler) - 10. Grzechotnik - 11. Szczur |
| 23.The Pretender (Kandydat)                                  | Brak                                                         | Brak                                                        | Brak                                                | Brak                                                        | - 16. Królik                                                        | Brak                                                           | Nie występuje                                                                          |
| 24.The Suspicion (Podejrzenie)                               | - 27. Mrówkojad                                              | - 28. Mrówkojad                                             | - 28. Mrówkojad                                     | - 25. Mrówkojad                                             | - 17. Mrówkojad                                                     | Brak                                                           | Nie występuje                                                                          |
| 25.The Extreme (Ekstremalność)                               | - 28. Foka - 29. Niedźwiedź polarny (Nanook)                 | - 29. Foka - 30. Niedźwiedź polarny (Nanook)                | - 29. Foka - 30. Niedźwiedź polarny (Nanook)        | - 26. Foka - 27. Niedźwiedź polarny (Nanook)                | - 18. Foka - 19. Niedźwiedź polarny (Nanook)                        | - 26. Foka - 27. Niedźwiedź polarny (Nanook)                   | Nie występuje                                                                          |
| 26.The Attack (Atak)                                         | - 30. Howler (Wyjec)                                         | Brak                                                        | Brak                                                | Brak                                                        | Brak                                                                | Brak                                                           | Nie występuje                                                                          |
| 27.The Exposed (Odsłona)                                     | - 31. Kałamarnica olbrzymia                                  | - 31. Kałamarnica olbrzymia                                 | - 31. Kałamarnica olbrzymia                         | - 28. Kaszalot spermacetowy - 29. Kałamarnica olbrzymia     | - 20. Kaszalot spermacetowy - 21. Kałamarnica olbrzymia             | - 28. Kałamarnica olbrzymia                                    | Nie występuje                                                                          |

- Kolorem oznaczono tego Animorfa który był narratorem danego tomu.

## Gra
Na podstawie książek i serialu wydano również grę "Animorphs". W internecie dostępna jest wersja demo.